# 天童氏
天童氏（てんどうし）は、出羽の有力国人。天童城（現在の山形県天童市）を本拠とした。もともとは清和源氏新田氏流里見氏の流れを汲む家系であったが、南北朝時代に足利氏流斯波氏一門の最上氏から養子を迎え、里見の家系を継承しながら、足利氏、斯波氏の流れを汲む存在となった。戦国時代末期には村山地方北部に一大勢力を築いた。通字は「頼」だが、初期には里見氏と同じく「義」の字を使用した。

## 出自
里見義成の末子義直を祖とする。里見氏がいつごろ出羽国に下向したか定かではないが、5代義景の頃には成生荘に勢力を扶植しつつあったという。斯波兼頼が出羽国に入部するに当たり、弟の義宗が義景の養子に入り、さらに義宗の死後は最上満直の弟頼直が養子に入っている。

### 天童氏出自の異説
一方で、天童氏は藤原北家兼家流という説がある。この説では里見系の義景までの系譜は全く存在せず、別名の当主が記されている。そして最初の最上氏系当主は頼直だという（『奥羽永慶軍記』）。しかし、これは天童氏が一方的に主張した可能性が高く、史家の間では疑問視する声が高く、始祖の頼直が兼家流の血を引く女性を娶（）ったことで、系譜的に混同される見方もある。

## 最上氏と敵対
天童頼直は自らの子らを東根・上山・鷹巣に配置し勢力を拡大していった。その勢力は最上氏と並ぶようになり、享徳の乱においては幕府から最上氏・天童氏双方に援軍を求める書状が届くまでになった。永正5年（1508年）陸奥国と出羽国米沢に領地を有する伊達稙宗が上山に侵攻すると、永正11年（1514年）天童氏は最上氏とともに長谷堂城で伊達氏と争う。この時の当主は天童頼長だったとされる。この戦いの結果、最上氏は伊達氏の傀儡（）となり、天童氏は村山地方北部に国人連合として最上八楯を形成する。しかしその後、伊達氏の内訌天文の乱で最上氏は独立を果たし、最上義光の代になると父最上義守と対立して天正最上の乱が起こる。当主の頼貞は最上義守・中野義時（ただし義時は、16世紀後半の史料では実在は確認されていない）・伊達輝宗派につき、義光と敵対した。しかし義光に有利な条件で和議が成立し、義光が最上家当主となって乱は終息する。ただしこの経緯は天正最上の乱そのものがはっきりしない部分があるため、よくわからない。この和議を義光は自分への従属とみなし、頼貞はこれに反発した。

## 天童城落城
天正5年（1577年）義光が天童城を攻めるが、天童氏は当時版図を村山地方北部のほぼ全域に広げていたほか、最上八楯・佛向寺の援軍を得て奮戦した。このため最上軍は撤退して和議が成立し、条件として頼貞の娘（天童御前）が義光の側室となった。和議成立後義光は八楯の解体をもくろみ、八楯の有力者延沢満延に対して懐柔策を用いて、嫡子に義光の娘・松尾姫を嫁がせることを条件に最上側に味方させた。天正8年（1580年）、義光は頼貞の次男東根頼景を攻略。さらに楯岡城主楯岡満英を自害に追い込み、成生・飯田・六田の領主を降伏させた。また、上山氏も里見民部の内応により滅ぼされ天正9年（1581年）には天童頼澄の婿、細川直元が治める最上郡小国も下された。そのような中で天童御前は天正10年（1582年）10月、義光の三男・義親出産後間もなく病死し、和睦は白紙に戻ってしまう。天正12年（1584年）義光が天童に侵攻、すでに八楯は最上氏に従っており天童城は落城した。延沢満延は義光に天童家当主の天童頼澄を追わぬよう依頼しており、義光もこれに応じていた。そのため最上勢は天童勢の逃亡を黙認し、頼澄は陸奥国へと逃れた。しかし、別の一団は最上川を越えて慈恩寺に逃れようとしたが討ち取られてたとも伝わる（『天童落城並仏向寺縁起』）。
同天正12年（1584年）最上氏は寒河江氏・白鳥氏を下したことで村山郡・最上郡を掌中にし、大宝寺義氏亡き後の庄内地方を巡って上杉氏と争うことになる。

## 天童氏のその後
天童城落城後、頼澄は喜太郎という忍者に導かれ、関山峠を越えて陸奥国宮城郡愛子（現在の仙台市青葉区愛子）に入り伊達氏を頼った。後に宮城郡八幡（現在の宮城県多賀城市八幡）に知行地をもらい、伊達氏の準一家として存続。
現在、多賀城市八幡に「喜太郎稲荷明神」（天童神社）があり、多賀城市と天童市が友好都市なのはこの縁による。

## 天童氏の勢力範囲と同盟関係
現在の山形県村山地方北部。天童氏の直接支配した地域は
- 天童城（天童市）
- 高擶城（天童市、山形市北部） - 高擶氏、最上氏庶流
- 東根城（東根市） - 東根氏、天童氏庶流
- 寺津館（天童市、中山町） - 寺津氏、天童氏与力
- 蔵増館（天童市） - 蔵増氏、国人

最上八楯
- 成生楯（天童市） - 成生氏、天童氏の重臣[4]
- 六田楯（東根市） - 六田氏
- 長瀞城（東根市） - 長瀞氏、国人
- 飯田楯（村山市） - 飯田氏、国人
- 楯岡楯（村山市） - 楯岡氏、最上氏庶流
- 延沢城（尾花沢市） - 延沢氏、国人
- 尾花沢城（尾花沢市） - 尾花沢氏、国人

同盟関係
- 上山城（上山市） - 上山氏、天童氏庶流
- 小国城（最上町） - 細川氏、管領家庶流、縁戚
- 寒河江城（寒河江市） - 寒河江氏、大江氏庶流、縁戚
- 谷地城（河北町） - 白鳥氏、国人、縁戚